# John McCarthy

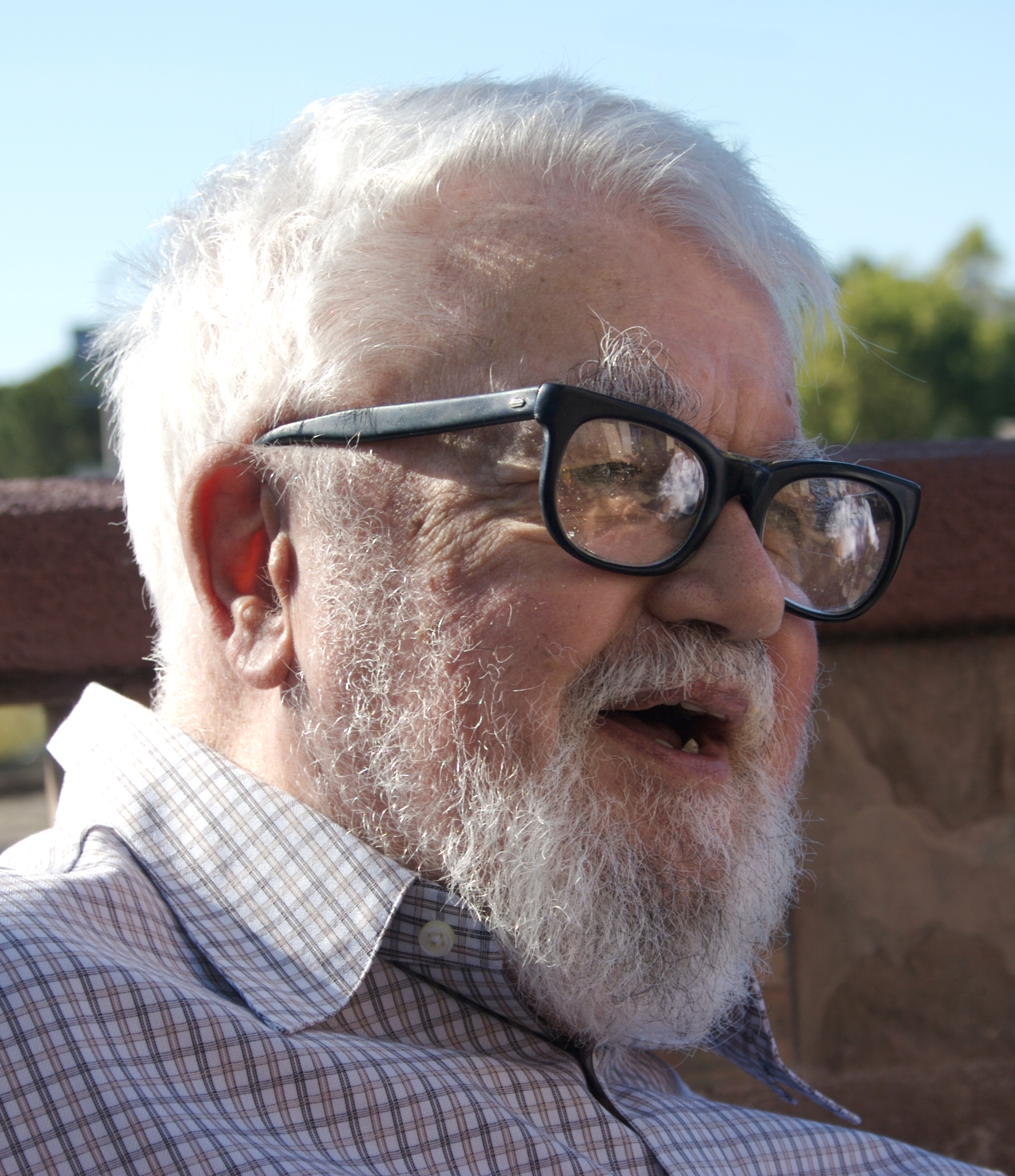
John McCarthy (2006)

John McCarthy (* 4. September 1927 in Boston, Massachusetts; † 23. Oktober 2011 in Palo Alto, Kalifornien) war ein US-amerikanischer Logiker, Informatiker und Autor. Er ist der Erfinder der Programmiersprache LISP. Für seine bedeutenden Beiträge im Feld der Künstlichen Intelligenz erhielt McCarthy 1971 den Turing Award und 1988 einen Kyoto-Preis. 1991 wurde ihm die National Medal of Science verliehen.

## Leben
McCarthy erhielt 1948 den Bachelor of Science im Fach Mathematik vom California Institute of Technology. Den Doktorgrad erwarb er drei Jahre später 1951 an der Princeton University bei Solomon Lefschetz (Projection operators and partial differential equations). Nach Aufenthalten an der Stanford University, am Dartmouth College und Massachusetts Institute of Technology war er ab 1962 Professor in Stanford, wo er 2000 emeritierte. Er war bis zu seinem Tod als Professor Emeritus der Stanford University aktiv und kommentierte das Weltgeschehen oft in Internetforen aus einer mathematisch-wissenschaftlichen Perspektive.
McCarthys erster Doktorand war Raj Reddy, der später ebenfalls den Turing Award gewonnen hat. Außerdem war McCarthy Doktorvater von Turingpreisträgerin Barbara Liskov.
In den Jahren von 1957 bis 1959 wurde er als Sloan Fellow im Bereich Physical Science gefördert. Er gehörte der American Academy of Arts and Sciences (1974), der American Association for the Advancement of Science, der American Mathematical Society und der Association for Computing Machinery an. 1987 wurde er in die National Academy of Engineering und 1989 in die National Academy of Sciences aufgenommen. Von 1983 bis 1984 war er Präsident der American Association for Artificial Intelligence und er gehörte seit 1975 dem Editorial Board der Zeitschrift Artificial Intelligence Journal an.
Er schrieb Kurzgeschichten, in denen die Entwicklung der KI eine Rolle spielt.
McCarthy war Atheist. Zitat:

“Responding to Richard Dawkins’s pestering his fellow atheists to ‘come out’, I mention that I am indeed an atheist. To count oneself as an atheist one need not claim to have a proof that no gods exist. One need merely think that the evidence on the god question is in about the same state as the evidence on the werewolf question.”

„Als Antwort auf Richard Dawkins ständig drängende Aufforderung an seine Mitatheisten, sich zu outen, erwähne ich, dass ich tatsächlich Atheist bin. Um sich als Atheist zu bezeichnen, muss man nicht beanspruchen, einen Beweis dafür zu haben, dass es keine Götter gibt. Man braucht einfach nur zu bedenken, dass die Beweise zur Gottesfrage sich in etwa auf dem gleichen Stand befinden wie die Beweise zur Werwolf-Frage.“

## Wirken
Die erste Konferenz über künstliche Intelligenz, die Dartmouth Conference, fand im Sommer 1956 statt. In dem Förderantrag an die Rockefeller Foundation für diese Konferenz prägte McCarthy 1955 den Begriff Künstliche Intelligenz. Er ist der Erfinder der Programmiersprache LISP, deren Design er 1960 in der Fachzeitschrift Communications of the ACM vorstellte. LISP war eine der ersten Implementierungen eines Logikkalküls auf einem Computer.
Außerdem wird ihm die Erfindung des Alpha-Beta-Algorithmus, der entscheidend zur Spielstärke von Schachprogrammen beigetragen hat, sowie der erste Mark-and-Sweep-Algorithmus zur automatischen Speicherbereinigung zugeschrieben.

## Sonstiges
Der John McCarthy Award der IJCAI wird für Wissenschaftler in Künstlicher Intelligenz in der Mitte ihrer Karriere verliehen.

## Belege
1. ↑  tweet von Stanford Engineering
2. 1 2 3  ((Requiescat) in (pace)): Zum Tod von John McCarthy. heise.de, 25. Oktober 2011; abgerufen am 25. Oktober 2011.
3. ↑  McCarthy u. a.: A Proposal for the Dartmouth Summer Research Project on Artificial Intelligence. (Memento vom 30. September 2008 im Internet Archive) August 1955, S. 1 (Förderantrag)
4. ↑  Künstliche Intelligenz – auf dem Server von Spektrum der Wissenschaft

| Personendaten    | Personendaten                                                        |
| ---------------- | -------------------------------------------------------------------- |
| NAME             | McCarthy, John                                                       |
| KURZBESCHREIBUNG | US-amerikanischer Informatiker, Erfinder der Programmiersprache LISP |
| GEBURTSDATUM     | 4. September 1927                                                    |
| GEBURTSORT       | Boston, Massachusetts                                                |
| STERBEDATUM      | 23. Oktober 2011                                                     |
| STERBEORT        | Palo Alto, Kalifornien                                               |